# Verkhnekamtchatsk
Verkhnekamtchatsk est un ancien village du raïon de Milkovo dans le kraï du Kamtchatka, en Russie. 
Verkhnekamtchatsk est situé sur la rive gauche du cours supérieur du fleuve Kamtchatka, à la confluence de l'Andréjanovka, face à l'embouchure de la Kovycha.

## Histoire
Un fort cosaque (ostrog) est fondé en 1698 ou 1703 par Vladimir Atlassov sous le nom de Fort de Verkhnekamtchatski (Верхнекамчатский острог) qui signifie « fort de la haute vallée de la Kamtchatka », par opposition au fort de Nijnekamtchatsk fondé dans la basse vallée, plus au nord. Le fort est déplacé à plusieurs reprises en raison des fréquentes crues du fleuve Kamtchatka. L'explorateur géographe Stepan Kracheninnikov le visite en 1738 et en a donne la description suivante :
« Le fort est quadrangulaire et s'étend sur 17 toises de long. Derrière lui, se trouvent une chapelle dédiée à Saint-Nicolas le Thaumaturge, la maison du commandant avec ses dépendances, une taverne avec distillerie, 22 maisons d'habitation civile et 56 enfants civils et cosaques. »
En 1827, le gouverneur du Kamtchatka propose de déplacer le centre administratif de la région depuis Petropavlovsk-Kamtchatski vers Verkhnekamtchatsk, ce qui n'a jamais été fait.
En 1852, l'explorateur et géologue russe Karl von Ditmar décrit le village se composant de dix maisons, d'une chapelle et d'une forge, disposées le long de la rive gauche de l'Andréjanovka. 53 habitants (21 hommes et 32 femmes) possèdent 34 têtes de bétail et 10 chevaux. L'élevage se révélant infructueux, les habitants vivent de cultures vivrières, de la chasse et surtout de la pêche. Le poisson, principalement les salmonidés,  constitue la principale source d'alimentation.
En 1930, la ferme collective Kommunar est créée dans le village. Il y a également une école primaire avec quatre niveaux. En 1940, elle compte  40 élèves. En 1956, le conseil du village de Verkhnekamtchatsk est supprimé et la ferme collective est intégrée à celle de Milkovo. Les habitants sont réinstallés à Milkovo et Sharomy. Verkhnekamtchatsk est exclue de la liste des localités peuplées de l'oblast du Kamtchatka le 13 décembre 1974.
Actuellement, sur le site de Verkhnekamtchatsk se trouve un hameau constitué de chalets d'été des habitants de la ville de Milkovo. Un projet de tourisme historique propose de recréer le fort cosaque.

## Démographie
| 78 | 114 | 134 |